# 系结
系结（日语：／ kakari musubi */?），是日语的一种语法规则。在某个文节由助词所强调或者添加了内容的时候（係り），与其直接连用的叙述部分的最后的词尾需要使用特定的活用形（結び）。系结在古代日语、现代琉球语和一部分日语方言中有使用，但是在现代标准日语中已经基本消失。也称作系结法则（日语：係り結びの法則）。